# La pietra filosofale (opera)
La pietra filosofale o L'isola magica (in tedesco Der Stein der Weisen o Die Zauberinsel) è un'opera di genere Singspiel con libretto scritto da Emanuel Schikaneder. L'opera è stata musicata dallo stesso Schikaneder e da Franz Xaver Gerl, Johann Baptist Henneberg, Wolfgang Amadeus Mozart e Benedikt Schack.

## Composizione
La pietra filosofale fu composta attraverso una squadra di cinque compositori dove ognuno ha contribuito ad una sezione propria. Tutti e cinque scrissero una parte del II Atto mentre nel I Atto il solo Mozart non prese parte. Henneberg compose  l'overture. Schikaneder scrisse il libretto per l'intera opera basandosi su una storia fantastica di Christoph Martin Wieland, Dschinnistan, pubblicato negli anni 1780.

## Rapporti dei personaggi tra "La pietra filosofale" e "Il flauto magico"
Dei cinque compositori del La pietra filosofale tutti furono coinvolti anche ne Il flauto magico andato in scena un anno dopo, dove questa opera potrebbe essere servita come modello per il lavoro successivo avendo una struttura e un genere molto simile.
- Wolfgang Amadeus Mozart: co-compositore del La pietra filosofale; compositore de "Il flauto magico"
- Johann Baptist Henneberg: co-compositore e direttore nel La pietra filosofale; direttore delle repliche de Il flauto magico"
- Benedikt Schack: co-compositore del La pietra filosofale; Astromonte nel La pietra filosofale; Tamino ne Il flauto magico
- Franz Xaver Gerl: co-compositore del La pietra filosofale; Eutifronte nel La pietra filosofale; Sarastro ne Il flauto magico
- Emanuel Schikaneder: librettista e co-compositore del La pietra filosofale; Lubano nel La pietra filosofale; librettista e Papageno nel Il flauto magico
- Urban Schikaneder (fratello di Emanuel Schikaneder): Sadik nel La pietra filosofale; primo sacerdote ne Il flauto magico
- Johann Michael Kistler: Nadir nel La pietra filosofale; secondo sacerdote ne Il flauto magico
- Anna Gottlieb: Nadine nel La pietra filosofale; Pamina ne Il flauto magico
- Barbara Gerl (moglie di Franz Xaver Gerl): Lubanara nel La pietra filosofale; Papagena ne Il flauto magico.

## Edizioni
- Prima edizione dal musicologista David J. Buch nel 1998 dopo la scoperta dal manoscritto alla Biblioteca Statale di Amburgo[3]
- Nuova edizione dalla casa editrice ClassiCulturCentrum da Wolfgang Ellenberger, un ex maestro del Teatro alla Scala di Milano[4]
- Incisione audio dal 1999 label telarc dalla Boston Baroque[5]
- Incisione audio dal 2024 label deutsche harmonia mundi/Sony dalla Hofkapelle München[6]